# Matthias Marquardt
Matthias Marquardt (* 28. Januar 1977 in Soltau) ist ein deutscher Arzt und Sachbuchautor.

## Ausbildung und Beruf
Matthias Marquardt studierte Humanmedizin an der Georg-August-Universität Göttingen und der Medizinischen Universität zu Lübeck, wo er 2006 zum Doktor der Medizin promoviert wurde. Anschließend absolvierte Marquardt seine ärztliche Weiterbildung zum Facharzt für Innere Medizin in den Krankenhäusern Oststadt Heidehaus und Siloah in Hannover. Weitere Arbeitsschwerpunkte Marquardts liegen seit mehreren Jahren in der orthopädischen Bewegungsanalyse und Leistungsdiagnostik. Marquardt praktiziert in eigener Praxis in Hannover. Daneben führt er Schulungen für unterschiedliche medizinische Berufsgruppen im Bereich Bewegungsanalyse durch.

## Referent
Marquardt hält Referate zu Fragen des Laufsports, der Prävention von Verletzungen sowie der Motivation im Training für Athleten, Trainer, Sportartikelhändler und Ärzte. Zudem hält er Impulsvorträge zum Thema Work-Life-Balance (InstinktFormel). Marquardt veröffentlicht als freier Journalist regelmäßig Beiträge in Sportmagazinen wie Fit for Fun und Men’s Health. Seit 2010 schreibt er für Spiegel Online Laufsport-Artikel und beantwortet Läuferfragen in der Kolumne Achilles' Ferse – Beratung.

## Schriften
Marquardt hat mehrere Bücher über die Themen Lauftraining und Sportmedizin geschrieben. Seine Trainingsmethode vermarktete er als natural running, inzwischen als Marquardt running. Dabei soll es um ganzheitliches Training und somit gesundes Laufen gehen. Der Tagesspiegel bezeichnete Marquardt als „Deutschlands vielseitigsten Lauflehrer“. Im Buch InstinktFormel schreibt er über Motivation und Work-Life-Balance. Neben seiner ärztlichen Tätigkeit bildet er mit seinem Team Lauftrainer und Bewegungsanalysten aus, darunter auch Orthopädieschuhmacher und Sportartikelhändler. Er ist Herausgeber des Lehrbuchs Laufen und Laufanalyse – Medizinische Betreuung von Läufern (2012, Thieme).

## Veröffentlichungen
- InstinktFormel – Das Erfolgsprogramm, das Sie wirklich glücklich macht (2012, Südwest, ISBN 978-3-517-08763-4)
- Triathlon – Optimales Training für (Quer-)Einsteiger (2012, Südwest, mit Manuela Dierkes, ISBN 978-3-517-08765-8)
- Laufen und Laufanalyse – Medizinische Betreuung von Läufern (2012, Thieme, ISBN 978-3-13-153641-9)
- natural running – Schneller, leichter – natürlich laufen (2011, spomedis, ISBN 978-3-936376-63-0)
- Halbmarathon & Marathon (2010, Südwest, ISBN 978-3-517-08566-1)
- 77 Dinge, die ein Läufer wissen muss (2009, Südwest, ISBN 978-3-517-08495-4)
- Warum Laufen erfolgreich macht und Grünkernbratlinge nicht (2007, spomedis, ISBN 978-3-936376-20-3)
- Der optimale Laufstil (2007, mit Frank Wechsel und Wolfgang Schillings, spomedis, ISBN 978-3-936376-09-8)
- Muskuläre Dysbalancen (2007, mit Frank Wechsel und Wolfgang Schillings, spomedis, ISBN 978-3-936376-12-8)
- Laufverletzungen (2007, mit Frank Wechsel und Wolfgang Schillings, spomedis, ISBN 978-3-936376-10-4)
- Bewegungsanalyse für Läufer (2007, mit Frank Wechsel und Wolfgang Schillings, spomedis, ISBN 978-3-936376-14-2)
- Der Laufschuh (2007, mit Frank Wechsel und Wolfgang Schillings, spomedis, ISBN 978-3-936376-13-5)
- Die Sporteinlage (2007, mit Frank Wechsel und Wolfgang Schillings, spomedis, ISBN 978-3-936376-11-1)
- Die Laufbibel (2005, 10., erw. und vollständig überarb. Aufl. 2011, spomedis, ISBN 978-3-936376-50-0)
- Natürlich laufen (2002, spomedis, ISBN 3-936376-07-7)